# Divotino Point
Der Divotino Point (englisch; bulgarisch нос Дивотино nos Diwotino) ist eine 200 m lange, spitze und unvereiste Landspitze von Robert Island im Archipel der Südlichen Shetlandinseln. Sie ragt 2 km nordöstlich des Debelyanov Point und 3,5 km nördlich bis westlich des Negra Point an der südöstlichen Küste der Alfatar-Halbinsel in die Mitchell Cove hinein.
Bulgarische Wissenschaftler kartierten sie zwischen 2009 und 2010. Die bulgarische Kommission für Antarktische Geographische Namen benannte sie 2009 nach der Ortschaft Diwotino im Westen Bulgariens.